# 大津広美
大津 広美（おおつ ひろみ、1984年5月22日-）は、北海道河西郡更別村出身の元スピードスケート選手。身長165cm、体重59kg。

## 略歴
2003年3月白樺学園高等学校卒業。高校卒業後、富士急行スケート部に入部。社会人3年目となる2005年、同年のワールドカップトリノ大会のチームパシュートで3位となる。
初めてのオリンピックとなるトリノオリンピックでは1500mとチームパシュートに出場、1500mでは2分4秒77の33位に終わった。
チームパシュートではロシアとの3位決定戦でレース途中で転倒、4位に終わる。ロシアをリードしていた状況での転倒について大津は「チャンスを逃したのは私の責任。本当に何があるか分からない」とコメントした。
2009年12月にエムウェーブで開催されたバンクーバーオリンピック代表選考会では持ち前の豪快な滑りが影を潜め、1,500mでは8位、3,000mでは5位に終わってオリンピック代表選手入りを逃した。
2大会連続のオリンピック代表入りが成らなかった大津は2010年1月に現役引退を表明し、同時に富士急行スケート部を退部。引退後は富山市にある造園の専門学校に通い、庭師になった。2013年に仙台市出身の男性と結婚。2016年から仙台市障害者スポーツ協会に勤務。

## 自己ベスト
- 500m 40秒83
- 1000m 1分18秒41
- 1500m 1分56秒93
- 3000m 4分5秒71
- 5000m 7分11秒29